# Rochester (Kentucky)
Rochester és una població dels Estats Units a l'estat de Kentucky. Segons el cens del 2000 tenia 186 habitants.

## Demografia
Segons el cens del 2000, Rochester tenia 186 habitants, 81 habitatges, i 57 famílies. La densitat de població era de 163,2 habitants/km².
Dels 81 habitatges en un 23,5% hi vivien nens de menys de 18 anys, en un 59,3% hi vivien parelles casades, en un 8,6% dones solteres, i en un 29,6% no eren unitats familiars. En el 27,2% dels habitatges hi vivien persones soles el 19,8% de les quals corresponia a persones de 65 anys o més que vivien soles. El nombre mitjà de persones vivint en cada habitatge era de 2,3 i el nombre mitjà de persones que vivien en cada família era de 2,75.
Per edats la població es repartia de la següent manera: un 20,4% tenia menys de 18 anys, un 5,9% entre 18 i 24, un 18,3% entre 25 i 44, un 32,8% de 45 a 60 i un 22,6% 65 anys o més.
L'edat mediana era de 49 anys. Per cada 100 dones de 18 o més anys hi havia 89,7 homes.
La renda mediana per habitatge era de 31.250$ i la renda mediana per família de 33.472$. Els homes tenien una renda mediana de 36.563$ mentre que les dones 16.875 $. La renda per capita de la població era de 36.708$. Entorn del 9% de les famílies i el 8,7% de la població estaven per davall del llindar de pobresa.

## Poblacions més properes
El següent diagrama mostra les poblacions més properes.